# إوانسفيل (إلينوي)
إوانسفيل (بالإنجليزية: Evansville)‏ هي قرية تقع في الولايات المتحدة في إلينوي. يقدر عدد سكانها بـ 701 نسمة .

## الموقع الجغرافي
الموقع الجغرافي للمناطق المحيطة بهذه النقطة هو كالتالي:

## أعلام
- روجر وولف
- جون بارنهيل